# Mixotrophie

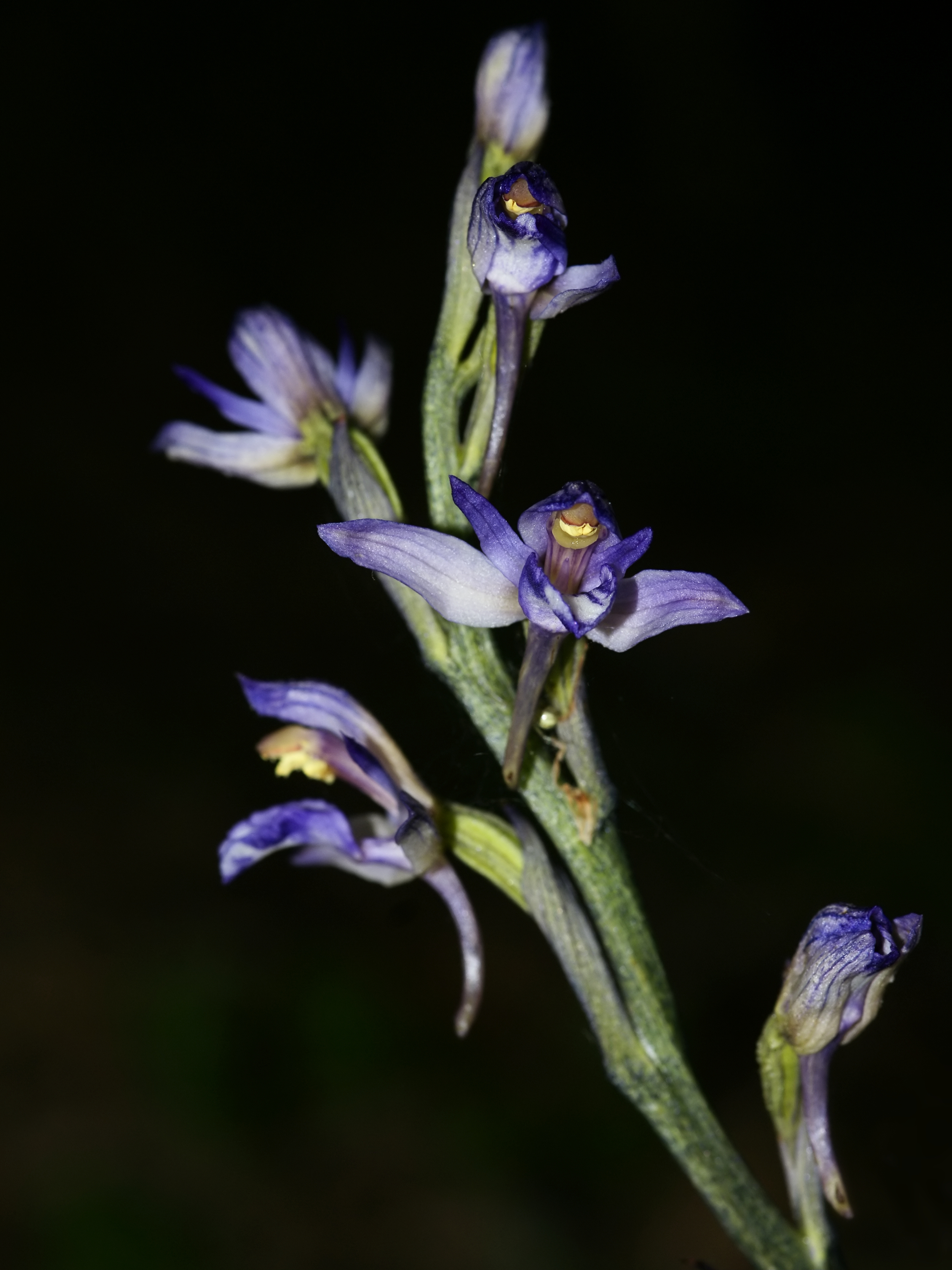
La Limodore à feuilles avortées est une orchidée dont la photosynthèse est peu performante au stade adulte en raison d'une chlorophylle dysfonctionnelle. Cette altération est compensée par la mixotrophie : le rhizome est colonisé par des champignons mycorhiziens de la famille des russules et par la truffe noire, qui lui apportent des composés organiques.

La mixotrophie est le mode trophique d'organismes vivants capables de se nourrir par autotrophie (via la photosynthèse) aussi bien que par hétérotrophie (aux dépens de constituants organiques préexistants), consécutivement ou simultanément. Ces organismes sont dits mixotrophes.
Certains mixotrophes sont capables de se nourrir seulement par autotrophie en présence de lumière ou seulement par hétérotrophie en son absence, d'autres sont mixotrophes stricts, nécessitant simultanément la présence de lumière et de carbone organique.

## Protistes
On considère aujourd'hui comme mixotrophes une grande majorité des protistes, y compris les phytoflagellés qui captent l'énergie lumineuse le jour et le carbone organique la nuit. De manière générale les protistes, même dépourvus de chloroplastes, sont à la fois capables de récupérer l'énergie lumineuse via différents plastes et d'absorber par osmose le carbone organique présent dans le milieu. La division du monde vivant en animaux et végétaux ne s'applique pas aux protistes.
L'exemple le plus célèbre concerne les euglènes, des organismes unicellulaires libres vivant en eau douce. Elles sont capables de réaliser la photosynthèse en présence de lumière. En son absence elles deviennent hétérotrophes pour le carbone et restent capables de vivre, contrairement à d'autres organismes photolithotrophes comme les plantes chlorophylliennes.
On peut distinguer différents groupes de mixotrophes, selon la source de leurs capacités photosynthétiques :
- les mixotrophes constitutifs, qui sont dotés du matériel génétique leur permettant de produire et maintenir les plastes (exemples : Karlodinium, Prymnesium) ;
- les mixotrophes non constitutifs, qui gardent dans leur cytoplasme le matériel photosynthétique provenant de leurs proies :
  - les généralistes, qui bénéficient des chloroplastes d'une grande variété d'autres organismes mais ne sont pas capables de les maintenir fonctionnels plus de quelques jours (Laboea, Strombidium),
  - les spécialistes, qui dépendent d'un type particulier de proies mais :
    - en gardent fonctionnels les plastes jusqu'à plusieurs mois (Dinophysis),
    - ou mettent à leur service des colonies entières de proies photosynthétiques, qui restent vivantes (foraminifères, radiolaires).

## Microalgues
La mixotrophie à dominante hétérotrophe est un mode de production intensif et industriel des microalgues. Cette technologie consiste à produire de la biomasse par hétérotrophie tout en flashant les cellules pour activer les voies métaboliques rattachées aux différents plastes. Cette technologie permet d'atteindre en production industrielle des rendements de l'ordre de plusieurs centaines de grammes de matière sèche par litre et de produire l'ensemble des molécules pouvant être synthétisées par les microalgues.

## Plantes supérieures

Par la mycohétérotrophie, la plante mixotrophe obtient tout ou partie de ses nutriments en établissant un réseau mycorhizien avec des champignons biotrophes mycorhizogènes, à « fructification » épigée ou hypogée.

La mixotrophie peut aussi concerner des plantes vasculaires chlorophylliennes. Ces plantes vertes mixotrophes ne comptent pas uniquement sur l’assimilation chlorophyllienne pour se fournir en carbone organique. Elles complètent cette source par une hétérotrophie partielle vis-à-vis du carbone.
C’est notamment le cas des plantes carnivores et des plantes hémiparasites comme le gui, qui ponctionne grâce à ses suçoirs les photosynthétats directement à la source, dans les tissus de la plante hôte autotrophe.
On sait depuis le début des années 2000 que certaines plantes utilisent un moyen plus indirect d’accéder à ces ressources complémentaires de carbone, la mycohétérotrophie partielle. Ce mode de nutrition mixte a pour le moment été mis en évidence dans la famille des Orchidaceae et dans la famille des Ericaceae (plus particulièrement dans la sous-famille des Pyroloïdés). 
On trouve dans ces familles des plantes entièrement hétérotrophes, totalement dépourvues de chlorophylle. Elles vivent en exploitant le carbone organique d’un champignon. Ces plantes mycohétérotrophes forment avec un champignon des mycorhizes particulières, de type orchidoïde ou monotropoïde et qui fonctionnent « à l’envers ». En effet, dans le cas habituel de la symbiose mycorhizienne, c’est la plante qui fournit au champignon du carbone, en échange de la nutrition minérale et hydrique que ce dernier peut apporter. Les processus physiologiques permettant le détournement par la plante mycohétérotrophe de ce carbone fongique n’ont pas encore été bien élucidés (digestion ou autres mécanismes de transfert ?). En dehors des régions tropicales, les champignons impliqués (identifiés par séquençage génétique) sont généralement des Ascomycètes et des Basidiomycètes symbiotiques, qui forment donc des ectomycorhizes avec les arbres forestiers avoisinants. Le carbone de ces champignons provient donc de l’activité photosynthétique des arbres avec lesquels ils sont associés, lequel est ensuite redistribué dans le réseau mycorhizien. Plusieurs lignées ont opté pour ce même mode de nutrition mycohétérotrophe, par convergence évolutive. 
Les plantes mixotrophes sont très souvent fortement apparentées aux mycohétérotrophes exclusives, et on considère la mixotrophie comme une première étape évolutive vers la mycohétérotrophie. Il a été prouvé d’après les reconstructions phylogénétiques que les mycohétérotrophes dérivent d’ancêtres mixotrophes. La survie d’orchidées terrestre au phénotype « albinos », pratiquement dépourvues de chlorophylle, s’explique par cette capacité de compensation par mycohétérotrophie,,. De telles orchidées « albinos » sont un modèle permettant d’étudier les mécanismes évolutifs de passage de la mixotrophie vers l’hétérotrophie. La faible vigueur des individus dépourvus de chlorophylle suggère toutefois que la perte des capacités de photosynthèse n’est pas le seul mécanisme permettant d’expliquer cette transition. On a identifié des plantes mixtotrophes dans les forêts boréales, tempérées et méditerranéennes. On pourrait toutefois rechercher des mixotrophes dans d’autres types d’écosystèmes, mais aussi dans d’autres familles de plantes que celles citées précédemment. Les plantes concernées ont en commun de vivre dans des situations fortement ombragées par le couvert forestier. La mycohétérotrophie est envisagée comme une adaptation à ces conditions de faible luminosité, lorsque la photosynthèse ne peut  suffire aux besoins métaboliques de la plante. Le carbone apporté par le champignon compense l’ombre, et permet aux plantes mixotrophes de s’épanouir sous une canopée très fermée,. 
On peut se demander pourquoi les plantes mixotrophes gardent des capacités photosynthétiques, et n’évoluent pas systématiquement vers la mycohétérotrophie stricte. L’étude d’une orchidée méditerranéenne mixotrophe, le limodore à feuilles avortées Limodorum abortivum, apporte une réponse. Cette orchidée à peine verte dans la nature a des capacités photosynthétiques très limitées. C’est par mycorhization avec des russules qu’elle profite du carbone fixé par les arbres qui l’entoure. Or, traitée expérimentalement par des fongicides, cette orchidée est capable d’augmenter les concentrations de chlorophylle dans ses parties épigées, et particulièrement les ovaires, pour redevenir autotrophe et compenser la déficience des champignons associés. 
Dans la nature, la possibilité de disposer de deux sources de carbone est un avantage permettant une plus grande plasticité de la plante face à un environnement variable. La photosynthèse peut prendre par exemple le relais dans les situations où le champignon est défavorisé.
On peut mettre en évidence cette mixotrophie par l’étude de la composition isotopique en carbone 13. L’enrichissement en isotopes lourds du carbone dans les réseaux trophiques permet de différencier les organismes autotrophes des hétérotrophes,. Le profil isotopique des mixotrophes est intermédiaire entre celui des plantes autotrophes et celui des champignons, objectivant cette source mixte de carbone, à la fois d’origine photosynthétique et fongique. Cette méthode permet d’estimer la part de carbone apportée par la mycohétérotrophie. Cette part est très variable d’une espèce à l’autre, et peut aussi varier dans de fortes proportions chez une même espèce d’un site à l’autre. Il existe en réalité un véritable continuum entre autotrophie et hétérotrophie. Ainsi, chez les pyroloïdeae, on a observé que l’importance de cette mixotrophie est inversement corrélée avec l’accès à la lumière. Chez les pyroles, espèces sempervirentes, on suppose que la photosynthèse est prépondérante l’hiver, et que le carbone d’origine fongique gagne en importance à la belle saison, lorsque le feuillage des arbres accentue l’ombrage,.
La difficulté de reprise après transplantation de certaines orchidées ou des pyroles s’expliquerait par la mixotrophie de nombre d’espèces forestières. Coupées du lien avec les arbres, par l’intermédiaire du champignon mycorhizien, elles sont privées d’une source très importante de carbone. Cela peut avoir des conséquences importantes pour la conservation de ces espèces, en rendant plus difficiles par exemple les mesures de conservation ex situ de ces taxons.
De nombreuses questions demeurent encore sans réponse au sujet de ces plantes mixotrophes. Peut-on les considérer comme parasites des champignons et des plantes dont elles dépendent ou apportent-elles quelque chose en retour ? Affectent-elles la productivité des écosystèmes forestiers dans lesquels elles peuvent être abondantes (cas des pyroles dans les forêts boréales) ?
Exemples de familles et de genres comportant des mixotrophes (liste non exhaustive) :
- Orchidaceae : Cephalanthera, Corallorhiza, Epipactis, Limodorum, Listera, Platanthera ;
- Ericaceae : Chimaphila, Orthilia, Pyrola.